# Powiatul Gdańsk
Powiat gdański este o unitate administrativ-teritorială (powiat) din voievodatul Pomerania, în nordul Poloniei. Aceasta a fost înființat pe 1 ianuarie 1999, ca urmare a reformelor guvernamentale poloneze adoptate în 1998. Sediul administrativ este orașul Pruszcz Gdański, care se află la 12 km sud de capitala regională Gdańsk.
Powiatul se întinde pe o suprafață de 793,75 km².

## Demografie
La 1 ianuarie 2013 populația powiatului a fost de 103.167 locuitori.
Date referitoare la populație (31 iunie 2011):
|  | Total  | Total | Femei  | Femei | Bărbați | Bărbați                    |
|  | oameni | %     | oameni | %     | oameni  | % Format:Demografia/raport |

### Evoluție
|  | Graficele sunt indisponibile din cauza unor probleme tehnice. Mai multe informații se găsesc la Phabricator și la wiki-ul MediaWiki. |

| Ani  | Populație (de pe 31 decembrie) |
| ---- | ------------------------------ |
| 1999 | 77 372                         |
| 2000 | 78 224                         |
| 2001 | 79 459                         |
| 2002 | 80 470                         |
| 2003 | 81 676                         |
| 2004 | 83 201                         |
| 2005 | 84 711                         |
| 2006 | 86 451                         |
| 2007 | 89 073                         |
| 2008 | 90 907                         |
| 2009 | 93 191                         |
| 2010 | 95 710                         |

## Comune

Comunele powiatului gdański

| Stemă                         | Comună                 | Tip    | Suprafață (km²) | Populație (2013) | Reședință        |
|                               | Pruszcz Gdański        | urbană | 16,47           | 28 621           |                  |
|                               | Comuna Pruszcz Gdański | rurală | 143,8           | 23 454           | Pruszcz Gdański* |
|                               | Comuna Kolbudy         | rurală | 82,66           | 15 004           | Kolbudy          |
|                               | Comuna Trąbki Wielkie  | rurală | 162,58          | 10 692           | Trąbki Wielkie   |
|                               | Comuna Pszczółki       | rurală | 50,12           | 8 731            | Pszczółki        |
|                               | Comuna Cedry Wielkie   | rurală | 124,27          | 6 826            | Cedry Wielkie    |
|                               | Comuna Przywidz        | rurală | 129,34          | 5 697            | Przywidz         |
|                               | Comuna Suchy Dąb       | rurală | 84,51           | 4 142            | Suchy Dąb        |
| * nu aparține municipalității |                        |        |                 |                  |                  |